# Pandanus barbellatus
Pandanus barbellatus är en enhjärtbladig växtart som beskrevs av Huynh. Pandanus barbellatus ingår i släktet Pandanus och familjen Pandanaceae.
Artens utbredningsområde är Madagaskar. Inga underarter finns listade.